# César Milstein
César Milstein (Bahía Blanca, 8 de octubre de 1927-Cambridge, 24 de marzo de 2002) fue un químico argentino ganador del Premio Nobel en Medicina en 1984 por sus investigaciones sobre los anticuerpos monoclonales.

## Biografía
César Milstein nació en Bahía Blanca, provincia de Buenos Aires, el 8 de octubre de 1927 en el seno de una familia judía. Fue hijo de Lázaro Milstein, un inmigrante ruso que había llegado a Argentina en 1913. Lázaro se casó con Máxima Vapñarsky, una maestra, y se radicaron en la provincia de Buenos Aires donde posteriormente nacerían sus tres hijos. César era el segundo de tres hermanos: Oscar era el mayor y Ernesto el más pequeño. "César siempre fue un chico travieso, un poquito rebelde y muy inteligente. No era demasiado estudioso, pero le iba bien en el colegio", decía Lázaro de su segundo hijo. A los 13 años se sintió muy influenciado por el libro Los cazadores de microbios de Paul de Kruif. Allí se recopilaban biografías de biólogos como Louis Pasteur o Robert Koch.

### Estudios y carrera profesional
Cursó la escuela primaria en la escuela N.º 3 de Bahía Blanca y el colegio secundario en el Colegio Nacional actualmente conocido como E. E. S. N.º 13 de Bahía Blanca y luego se trasladó a la Capital Federal para estudiar en la Universidad de Buenos Aires. Se graduó de licenciado en Ciencias Químicas en la Facultad de Ciencias Exactas y Naturales a los 25 años y cuatro años más tarde, en 1956, recibió su doctorado en Química y un premio especial por parte de la Sociedad Bioquímica Argentina. Obtuvo su primer doctorado como químico por su tesis sobre enzimas. En su juventud militó en el movimiento anarquista.
Fue becado por la Universidad de Cambridge donde realizó su investigación postdoctoral en 1960, trabajando bajo la dirección del bioquímico molecular Frederick Sanger.
Milstein regresó a Argentina en 1961 para hacerse cargo de la División de Biología Molecular del Instituto Nacional de Microbiología, sin embargo, solo estuvo un año en el cargo para regresar a Inglaterra tras el golpe militar de 1962.
En la Universidad de Cambridge formó parte del Laboratorio de Biología Molecular y trabajó en el estudio de las inmunoglobulinas, adelantando el entendimiento acerca del proceso por el cual la sangre produce anticuerpos (las proteínas encargadas de combatir a la presencia de cuerpos extraños o antígenos). Junto a Georges Köhler desarrolló una técnica para crear anticuerpos con idéntica estructura química, que denominó anticuerpos monoclonales.
En 1983, fue nombrado jefe y director de la División de Química, Proteínas y Ácidos Nucleicos de la Universidad de Cambridge. Por su trabajo en el desarrollo de anticuerpos monoclonales, obtuvo el Premio Nobel de Fisiología o Medicina en 1984.
Milstein patentó sus descubrimientos, siendo beneficiarias las instituciones que los financiaron.
En 1986 creó "Medicorp Sciences" junto al científico argentino Claudio Cuello y al empresario tecnológico Martín Varsavsky, una empresa de biotecnología radicada en Montreal. Esta compañía fue pionera en el desarrollo de pruebas para la detección del sida, cáncer y PSA.
La Universidad Nacional del Sur de Bahía Blanca, ciudad natal de Milstein, decidió otorgarle en 1987 el título de Doctor Honoris Causa a modo de reconocimiento por sus logros académicos. El mismo le fue entregado por el rector de la alta casa de estudios Alberto Casal en diciembre de ese año, aprovechando la visita de Milstein a la ciudad en el marco de un Congreso Internacional Sobre Anticuerpos Monoclonales en Oncología.
En 1993, recibió el Premio Konex de Brillante junto al doctor René Favaloro por su legado a las Ciencias y Tecnología en Argentina, otorgado por la Fundación Konex.
El 15 de diciembre de 1999 Milstein dio una de sus últimas charlas en la Facultad de Ciencias Exactas de la Universidad de Buenos Aires a la que tituló La curiosidad como fuente de riqueza.

## Fallecimiento
Falleció el 24 de marzo de 2002 en Cambridge, Inglaterra, víctima de una afección cardíaca, a los 74 años. Para su funeral le pidieron a sus familiares que enviaran algunas palabras para la ceremonia. Su sobrina nieta, Ana Fraile, quien posteriormente sería la directora de la película sobre su vida, eligió el cuento de Eduardo Galeano Un mar de fueguitos que inspiraría también el nombre de la película.

## Homenaje
En enero de 2021, el gobierno argentino declaró el año 2021 como de homenaje a Milstein en reconocimiento a su "profundo compromiso con la ciencia".

## Documental
En marzo de 2010 se estrenó el documental Un fueguito. En él se recogen testimonios de su esposa Celia y de sus colaboradores y colegas en Cambridge. La película fue declarada de Interés Nacional por el Ministerio de Educación de Argentina y tuvo apoyo financiero del Ministerio de Ciencia y Tecnología de la Nación, la Fundación Instituto Leloir y de su esposa, Celia Prilleltensky.